# تپه تخت عاشقان
تپه تخت عاشقان در شهرستان گلشن، شهر جالق، بلوار محمد سپاهی، روبروی خوشاب واقع شده و این اثر در تاریخ ۲۸ اسفند ۱۳۸۵ با شمارهٔ ثبت ۱۸۹۴۸ به‌عنوان یکی از آثار ملی ایران به ثبت رسیده است.